# 顾执中
顾执中（1898年7月14日—1995年4月16日），江苏南汇（今属上海）人，中国新闻记者、新闻教育家，九三学社社员，第五、六届全国政协委员。